# Lunca (Bihor)
Lunca è un comune della Romania di 2 960 abitanti, ubicato nel distretto di Bihor, nella regione storica della Transilvania.
Il comune è formato dall'unione di 6 villaggi: Briheni, Hotărel, Lunca, Seghiște, Sîrbești, Șuștiu.